# Mornington-Peninsula-Nationalpark
Der Mornington-Peninsula-Nationalpark liegt im Süden des australischen Bundesstaates Victoria, 77 km südlich von Melbourne auf der Halbinsel Mornington.
Der Park zählt zu den beliebtesten in Victoria, da in ihm und seinen Nachbarparks Point-Nepean-Nationalpark und Arthurs Seat State Park viele Naturattraktionen der Region geschützt sind und so Lebensraum für viele Wildtiere erhalten wurde. Der Park umfasst den größten Teil der Südwestküste der Halbinsel Mornington.

## Vegetation
Auf dem Küstenstreifen finden sich Strandhafer, grasige, lichte Wälder, Banksienwälder, Heideland, Auwälder und Sumpfland.

## Tierleben
32 Säugetierarten, 167 Vogelarten, 22 Reptilienarten, sieben Amphibienarten und zwei Fischarten gibt es im Nationalpark. Besonders erwähnenswert ist eine große Population des östlichen grauen Riesenkängurus in Greens Bush. Weißfüßige Schmalfuß-Beutelmäuse (Sminthopsis leucopus), Bandicoots, schwarze Wallabys, Honigfresser, blauflüglige Papageien und Regenpfeifer (Kappenregenpfeifer, Thinornis rubricollis) findet man ebenfalls.

## Geschichte
Aborigines besiedelten diese Küste schon vor Tausenden von Jahren. Noch heute lassen sich einige Køkkenmøddinger mit Muschelschalen finden.
Anfang des 20. Jahrhunderts wurde das Ocean Beach Reserve bei Sorrento errichtet und einige Wanderwege und Unterstände angelegt. 1975 wurde der Cape Schank Coastal Park errichtet und 1988 als Point-Nepean-Nationalpark, ein Gebiet am Point Nepean das über 100 Jahre geschlossen war, für die Öffentlichkeit zugänglich gemacht. 1995 wurde der Park aufgeteilt und größtenteils zum Mornington-Peninsula-Nationalpark, während das historische Gelände am Point Nepean 2005 zum Point-Nepean-Nationalpark gemacht wurde.